# (31469) Aizawa
1999 CO31 (asteroide 31469) é um asteroide da cintura principal. Possui uma excentricidade de 0.15634480 e uma inclinação de 5.37076º.
Este asteroide foi descoberto no dia 10 de fevereiro de 1999 por LINEAR em Socorro.